# Loopy De Loop
Loopy De Loop är en serie av 48 amerikanska animerade kortfilmer producerade av Hanna Barbera (1959-1965).

## Avsnitt

### 1959
- Wolf Hounded, 1959)
- Little Bo Bopped, 1959)

### 1960
- Tale of a Wolf, 1960)
- Life with Loopy, 1960)
- Creepy Time Pal, 1960)
- Snoopy Loopy, 1960)
- The Do-Good Wolf, 1960)
- Here Kiddie, Kiddie, 1960)
- No Biz Like Shoe Biz, 1960)

### 1961
- Count Down Clown, 1961)
- Happy Go Loopy, 1961)
- Two Faced Wolf, 1961)
- This Is My Ducky Day, 1961)
- Fee Fie Foes, 1961)
- Zoo Is Company, 1961)
- Child Sock-Cology, 1961)
- Catch Meow, 1961)
- Kooky Loopy, 1961)
- Loopy's Hare-do, 1961)

### 1962
- Bungle Uncle, 1962)
- Beef For and After, 1962)
- Swash Buckled, 1962)
- Common Scents, 1962)
- Bearly Able, 1962)
- Slippery Slippers, 1962)
- Chicken Fraca-See, 1962)
- Rancid Ransom, 1962)
- Bunnies Abundant, 1962)

### 1963
- Just a Wolf at Heart, 1963)
- Chicken Hearted Wolf, 1963)
- Whatcha Watchin, 1963)
- A Fallible Fable, 1963)
- Sheep Stealers Annoymous, 1963)
- Wolf in Sheep Dog's Clothing, 1963)
- Not In Nottingham, 1963)
- Drum-Sticked, 1963)
- Bear Up!, 1963)
- Crook Who Cried Wolf, 1963)
- Habit Rabbit, 1963)

### 1964
- Raggedy Rug, 1964)
- Elephantastic, 1964)
- Bear Hug, 1964)
- Trouble Bruin, 1964)
- Bear Knuckles, 1964)
- Habit Troubles, 1964)

### 1965
- Horse Shoo, 1965)
- Pork Chop Phooey, 1965)
- Crow's Fete, 1965)
- Big Mouse Take, 1965)